# Lipoprotein
Lipoproteiny jsou micely lipidů a v tucích rozpustných látek s proteiny na povrchu, jejichž funkcí je transport ve vodě nerozpustných lipidů a dalších v tucích rozpustných látek vodním prostředím krve.

Struktura lipoproteinu (chylomikron)
ApoA, ApoB, ApoC, ApoE (apolipoprotein); T (triacylglycerol); C (cholesterol); zeleně (fosfolipid)

Lipidy mají hydrofobní charakter. Proto jsou v hydrofilním prostředí lidského organismu (kromě volných mastných kyselin) transportovány krví buď ve vazbě na nosič (například albumin) nebo ve formě částic proměnlivého složení – lipoproteinů.

## Charakteristika
Lipoproteiny tvoří součásti buněčných membrán, cytoplazmy buněk, krevní plazmy a vaječného žloutku. Zaujímají kulovitý tvar v prostoru. Jejich jednovrstevný povrch je složený z fosfolipidů a cholesterolu. Ty jsou uspořádány tak, že hydrofilní části jsou orientovány ven a hydrofobní části dovnitř. Speciální bílkovinné nosiče, na které jsou vázané lipidy, se nazývají apolipoproteiny (zkráceně apoproteiny). Molekuly apolipoproteinů jsou uloženy buď na povrchu částice nebo jsou do ní částečně zanořeny. Jádro lipoproteinu tvoří triacylglyceroly a estery cholesterolu.

## Rozdělení
Lipoproteiny lze rozdělit podle řady hledisek. Jejich názvy jsou historicky odvozené od metody jejich analýzy – ultracentrifugace v gradientu hustoty. Podle této metody se rozlišuje 5 tříd lipoproteinů:
- CH – chylomikrony – částice tvořené v buňkách střevní sliznice (v enterocytech) z lipidů přijatých potravou.
- VLDL – lipoproteiny o velmi nízké hustotě (very low density lipoproteins) – tvořeny v játrech.
- IDL – lipoproteiny o střední hustotě (intermediate density lipoproteins) – vznikají v krevním oběhu z VLDL.
- LDL – lipoproteiny o nízké hustotě (low density lipoproteins) – transportují tuky z jater do tukové tkáně, aterogenní faktor.
- HDL – lipoproteiny o vysoké hustotě (high density lipoproteins) – transportují tuky z tukové tkáně do jater. Dále se rozlišují podtřídy HDL2 a HDL3.